# Annalena Bilsini
Annalena Bilsini è un romanzo di Grazia Deledda pubblicato nel 1927 dai Fratelli Treves. È stato tradotto in spagnolo, polacco, inglese, tedesco e svedese.

## Trama
Annalena Bilsini è una vedova a capo di una famiglia veneta che comprende cinque figli maschi, lo zio Dionisio, la nuora Gina e due nipotini. Il secondogenito, Pietro, è nell'esercito. La famiglia ha la possibilità di affittare un nuovo fondo a delle buone condizioni, vi si trasferisce, e trascorre l'inverno lavorando duramente la terra, da molto tempo abbandonata. Il loro obiettivo è di ripristinare la loro situazione economica, in notevole declino a causa degli sperperi della generazione precedente. L'inverno è particolarmente freddo, e sembra che possa distruggere i frutti del loro lavoro. Per Natale, però, la tanto attesa neve arriva a proteggere le colture.
Durante la cena di Natale, inaspettatamente Pietro torna a casa in licenza, accompagnato dalla giovane sorella di Gina, Isabella. Pietro prova a sedurre Gina, scontenta del suo matrimonio, ma lei gli resiste. Annalena sembra accorgersene, ma la faccenda viene taciuta da tutti. Per sviare i sospetti, Pietro decide di fidanzarsi con Isabella, la cui famiglia è benestante.
Nella primavera le coltivazioni della famiglia sono molto buone, e il ricavato può permettere loro di pagare il fitto della terra e acquistare altri capi di bestiame. Il padrone, il ricco commerciante di scope Urbano Giannini, diventa un amico di famiglia, colpito particolarmente dalla forza d'animo di Annalena. Il suo matrimonio è in crisi, la moglie è sull'orlo della pazzia, e la sua unica figlia Lia ha intenzione di diventare monaca. Egli cerca di stabilire una relazione con Annalena, ma quest'ultima, per quanto attratta e tentata, mantiene le distanze.
Pietro torna a casa al termine del servizio di leva. Il suo fidanzamento con Isabella non lo rende felice. Confida a un fratello la sua intenzione di lasciare Isabella e mettersi assieme a Lia, anch'essa molto ricca. Una sera, dopo essere stata in un villaggio vicino a trovare i nonni, Lia scompare. Suo padre trascorre i giorni successivi alla sua ricerca, senza frutto. La voce giunge a casa della famiglia Bilsini: i sospetti sembrano cadere su Pietro, che nel giorno della scomparsa di Lia era fuori casa. Lo zio Dioniso ha un alterco con lui, in seguito al quale le sue condizioni di salute precipitano e lo portano alla morte. Lia viene trovata sana e salva in un convento vicino. Pietro, sentendosi colpevole della morte dello zio, sembra maturare e a cominciare a voler bene a Isabella.

## Edizioni
- G. Deledda, Annalena Bilsini, ed. Treves, Milano 1927
- G. Deledda, Annalena Bilsini, ed. Mondadori, Milano 1955
- G. Deledda,  Annalena Bilsini, con un'introduzione all'opera e una bibliografia a cura di Vittorio Spinazzola, ed. Mondadori, Milano 1974
- G. Deledda, Annalena Bilsini, prefazione di Margherita Heyer-Caput, ed. Ilisso, Nuoro 2007
- G. Deledda, Romanzi e novelle, a cura di Natalino Sapegno, A. Mondadori, I meridiani, XXVIII, Milano 1971; (comprende: Elias Portolu, Canne al vento, La madre, Annalena Bilsini, Cosima, Novelle da "Chiaroscuro" e "Il fanciullo nascosto". - Bibliografia)
- G. Deledda, Annalena Bilsini, ed. critica a cura di Dino Manca, Filologia della letteratura degli italiani/Edes, Sassari, 2018.